# Kierzkówka-Kolonia
Kierzkówka-Kolonia – kolonia w Polsce położona w województwie lubelskim, w powiecie lubartowskim, w gminie Kamionka.
W latach 1975–1998 miejscowość administracyjnie należała do ówczesnego województwa lubelskiego.
Miejscowość stanowi sołectwo gminy Kamionka.